# استنلی راس
سر استنلی فورد راس (به انگلیسی: Sir Stanley Ford Rous) (زادهٔ ۲۵ آوریل ۱۸۹۵ – درگذشتهٔ ۱۸ ژوئیه ۱۹۸۶) هفتمین رئیس فیفا بود که از سال ۱۹۶۱ تا ۱۹۷۴ بر سر کار بود. او همچنین از سال ۱۹۳۴ تا ۱۹۶۲ دبیرکل اتحادیه فوتبال انگلستان و یک داور بین‌المللی بود.
در دوره سر استنلی راس قوانین حضور در رقابتهای مقدماتی جام جهانی دگرگون شد. راس از بزرگ‌ترین مدیران تاریخ فوتبال بود و در دوران او جام جهانی نمایشی بزرگ یافت و جام ژول ریمه برای همیشه به دست برزیل افتاد و جام تازه فیفا ساخته و پرداخته شد. راس در روز بازی خداحافظی حسن حبیبی در سال ۱۳۵۰ خورشیدی به ایران آمد.